# Haags Popcentrum
Het Haags Pop Centrum (HPC) is een Nederlandse en Haagse organisatie die  popgroepen, popmuzikanten (acts en DJ's ook) oefenruimte en andere mogelijkheden biedt. In 2018 is de naam 'HPC' veranderd naar Popradar Den Haag.

## Ontstaan
Het Haags Popcentrum werd, na een door de gemeente Den Haag afgedwongen samenwerking, in 1985 opgericht door o.a. de vereniging voor popmuzikanten Scarborough Fair, het SCHAK en het Haagsch Popcircuit en is sinds die tijd gevestigd in een voormalig schoolgebouw in Den Haag/Loosduinen. Het Haagsch Popcircuit, een bundeling van Haagse popcollectieven, ging er in september 1985 in op. Het HPC, niet te verwarren met het Haags Popcircuit, gaf de Haagse Pop Krant uit, die eens in de maand verscheen. Daarin stonden interviews met bekende en onbekende popmuzikanten, een concertagenda, regiomededelingen, concertverslagen, informatie over het HPC en de rubriek 'Zoekertjes', waarin kleine advertenties door en voor popmuzikanten waren opgenomen.

## Service
Popgroepen kunnen oefenruimtes huren en opnames maken in de Holland Spoor Studio, die eveneens in het gebouw is gevestigd. Verder organiseert het HPC presentaties van beginnende bands, videopresentaties en eens in de twee weken een groepenpresentatie in het Paardcafé van het Paard van Troje. Sinds 2001 organiseert het HPC de jaarlijks terugkerende Haagse Popweek waarin bands de kans krijgen om te spelen voor publiek. Daarnaast heeft het HPC ook een eigen muziekcafé en een poppodium.

## Festivals
Het HPC organiseerde diverse festivals, zoals Rockzooi, Try-out en Cry-out. Op 13 augustus 1988 werd op het Plein het Ooievaar/Haags Plein-festival gehouden, de voorloper van het Plein Open-festival, m.m.v. Jojo de la Fuente. Optredende groepen waren op die 13e augustus: Burma Shave, The Clarks, Urban Heroes, Bugaloos, Arctic Heat, Cools Cool, Proud Existence en Tears of Aphrodite.
Het Plein Open festival is de opvolger van het Plein Festival vanaf 1995. Sinds 1996 wordt dit festival georganiseerd op het Spuiplein.
Nog steeds is de programmering gericht op lokaal poptalent en bekendere acts. Het festival trekt jaarlijks tussen de 5 en 10 duizend bezoekers.
Daarnaast is de Haagse Popweek, ieder jaar in oktober, het grootste festival van het HPC. Op vele locaties spelen vaak meer dan 100 acts in een week. De finale vindt plaats in het Paard van Troje. De uitreiking van de Haagse Popprijzen zijn een vast onderdeel van de Haagse Popweek.
State-X New Forms is een festival voor vernieuwende popmuziek. Dit festival is een samenwerking tussen State-X van het HPC en New Forms van het Paard van Troje. In 2004 werd voor het eerst samengewerkt in het kader van het Haagse culturele jaar 2004.
Daarna werd State-X new Forms jaarlijks door het HPC en Paard van Troje georganiseerd. Acts als Pere Ubu, Sonic Youth, Aphex Twin en The Melvins maakten furore op dit festival. Acts als Kurt Vile en James Blake stonden ook op het SXNF podium. Daarnaast is er veel aandacht voor Haags undergroundartiesten.
Op 12 oktober 2012 werd door de Haagse Wethouder van Cultuur en Citymarketing Marjolein de Jong het nieuwe oefengedeelte van het HPC, HPC 2.0, geopend. Deze acht nieuwe oefenruimten worden ingezet voor bandcoaching, muzieklessen en oefensessies.

## Bands
Onder de bands die in het HPC een oefenruimte huurden, bevonden zich: Burma Shave, Hallo Venray, The Riff (winnaar van de Grote Prijs van Nederland in 1987),Shockwave en Veres (met Mariska Veres).

## Poppodium
Op 31 januari 2004 werd het poppodium van het HPC, toen nog 'Pop In' genaamd, geopend door wethouder Louise Engering. Het is bedoeld voor iedereen met muzikaal talent, zonder dat er eerst een demo hoeft te worden ingeleverd. Later heette het HPC Muziekcafé. In 2018 werd de naam veranderd in POPRADAR.

## Dependances
In 2004 opende het HPC aan de Haagse Riviervismarkt een dependancekantoor in het Nutshuis. Vanuit dit kantoor worden de festivals en projecten georganiseerd. Ook werd in deze periode een samenwerkingsverband aangegaan met het Culturele Jongerencentrum Bazart.
Het HPC verzorgt hier mede de programmering en publiciteit. Het accent ligt hierbij op non reguliere muzieksoorten zoals punk, metal, hardcore, hardhouse, underground dance, hiphop en aanverwante stijlen. Er wordt samengewerkt in de vorm van een personele unie.

## Haagse popmedia van HPC
In 1996 zag de eerste editie van Stork on Stage het licht, de opvolger van de Haagse Popkrant. Het blad groeide uit tot een muziekblad over de Haagse popscene, dat nog tot 2006 zou bestaan. Het had, mede door de ontwikkelingen van internet en de lokale popsites geen toekomst meer. Sinds het verdwijnen van Stork On Stage is het HPC doorgegaan met het ontwikkelen van internet mediaprojecten.
De Haagse Popserver, een database vol met informatie over Haagse popmuziek, werd in 2003 opgeleverd.
Momenteel is dit de grootste Haagse database voor popmuziek. Daarnaast werd in 2003 door Wethouder Louise Engering de eerste lokale 3 voor 12 site gelanceerd (3voor12 Den Haag). Dit project werd in samenwerking met de VPRO ontwikkeld. En paste precies in het ICT beleid van de gemeente Den Haag die dit project met structurele subsidie ondersteunt.
Anno 2011 trekken deze sites vele duizenden bezoekers per maand.
Daarnaast heeft het HPC na het verdwijnen van Stork On Stage het radioprogramma Stork On Air in het leven geroepen.
Dit lokale radioprogramma werd eerst uitgezonden door Hofstad Radio. In 2005 werd Stork On Air uitgezonden via Radio West.
In 2008 verdween Stork On Air uit de ether. Na een grote protestactie door Haagse popmuzikanten en het HPC ging de directie van West overstag en gaf omroep West ruimte aan Stork On Air op het eigen Internet kanaal "Westpoponline". In 2011 is Stork On Air weer te beluisteren via de ether. Dit via Den Haag FM. De redactie en presentatie wordt gedaan door vrijwilligers. Het HPC coördineert.